# ألفرد ستيل
ألفرد ستيل (بالإنجليزية: Alfred Steele)‏ هو كبير الإداريين التنفيذيين أمريكي، ولد في 24 أبريل 1901 في ناشفيل في الولايات المتحدة، وتوفي في 4 أبريل 1959 في نيويورك في الولايات المتحدة بسبب نوبة قلبية.

## وصلات خارجية
- ألفرد ستيل على موقع IMDb (الإنجليزية)
- ألفرد ستيل على موقع الموسوعة البريطانية (الإنجليزية)